# Gödfeldteich
Der Gödfeldteich ist ein kleiner und flacher See im südöstlichen Gebiet der Gemeinde  Martensrade im Kreis Plön in Schleswig-Holstein. Seine Wasserfläche beträgt knapp 35 ha, die Uferlänge beträgt 5,45 km. Das Gewässer gehört zum Landschaftsschutzgebiet Gödfeldteich, Lammershagener Teiche und die bewaldete Endmoränenlandschaft östlich von Lammershagen und Umgebung.